# 1954년 미국 상원의원 선거
1954년 미국 상원의원 선거는 1954년 11월 2일 미국에서 치러진 상원의원 선거로, 여소야대 정국이 형성되었다.

## 선거 결과
| 정당   | 선거결과 | 의석 수 |
| ------ | -------- | ------- |
| 민주당 | 23석     | 48석    |
| 공화당 | 15석     | 47석    |
| 무소속 | -        | 1석     |